# Warwick GmbH & Co Music Equipment KG
Warwick es una compañía alemana especializada en la fabricación de bajos eléctricos. La compañía fue fundada en 1982 por Hans-Peter Wilfer. Los Bajos Warwick eran originalmente una marca de primera calidad que ofrecía una pequeña gama de modelos, construidos a partir de maderas acústicas de alta calidad y exóticos con diseño Neck-through (mástil a través del cuerpo). La compañía también produce amplificadores de válvulas y FET, cajas de altavoces, cuerdas de guitarra, y es propietaria de la marca de guitarras Framus. Además posee dos líneas de bajos eléctricos de costos más reducido, la Pro Series manufacturada en Corea del Sur, y la marca (también de más bajo costo) RockBass manufacturada en China.

## Historia

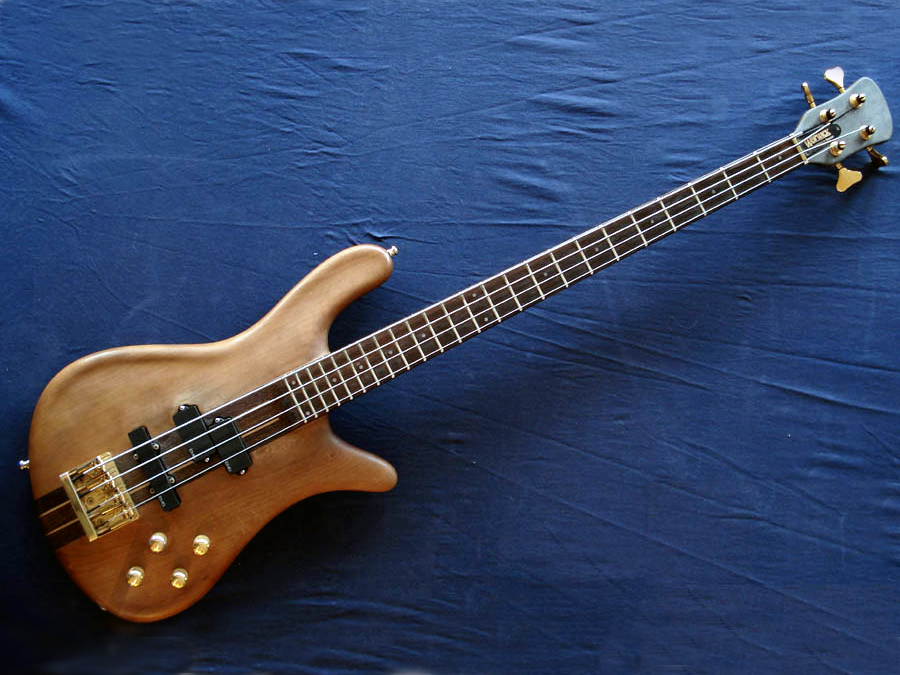
Warwick Streamer de 1983

La firma fue fundada en 1982 por Hans Peter Wilfer en la localidad bávara de Pretzfeld, cerca de Núremberg. Wilfer había comenzado a trabajar en el ramo con sólo 17 años, pues su padre era el propietario de Framus, una de las compañías clave en la fabricación de guitarras en Europa desde mediados de los 60s, entre cuyos clientes más ilustres se encontraba Bill Wyman, bajista de Rolling Stones.
Cuando Wilfer se decidió a establecer su propia empresa no tenía del todo claro si iba a dedicarse a fabricar guitarras o bajos, pero cuando en la feria de Fráncfort del Meno vendió 25 ejemplares de su Nobby Meidel Bass (una copia del modelo L1 de Steinberger) y ni una sola de sus guitarras (copias de los modelos de Fender, descubriría que el bajo eléctrico ofrecía un mercado más lucrativo.
En 1984 Warwick presentó su modelo Streamer, y un año más tarde su Thumb Bass, que definían ya con claridad el estilo de la marca: construidos con maderas exóticas, de mástil laminado a través del cuerpo (Neck-through), pastillas activas y cuerpo pequeño y curvado imitando, como el propio WIlfer admite, el diseño del famoso NS de Spector.
El uso de maderas exóticas acabadas generalmente a la cera daba a los instrumentos de la firma un tacto muy especial, muy original para la época y un tanto retro, pues entonces eran comunes los acabados plásticos y el uso de materiales sintéticos.
La producción de instrumentos y amplificadores en Warwick es completamente libre de emisiones de carbono. La empresa adquiere su madera de fuentes sustentables (certificado por Forest Stewardship Council) y produce la energía que necesita a través de su propia planta de gas natural, paneles solares montados en los techos de las instalaciones y una caldera alimentada por los residuos de madera de sus propios instrumentos. Warwick opera de acuerdo con los lineamientos de la Unión Europea Eco-Management and Audit Scheme, quien es un instrumento voluntario de gestión ambiental diseñado para mejorar continuamente el desempeño ambiental de las empresas.
Una vez por año la empresa hospeda “Warwick Bass Camp” donde participantes de todo el mundo toman lecciones y aprenden de notables bajistas.

## Modelos

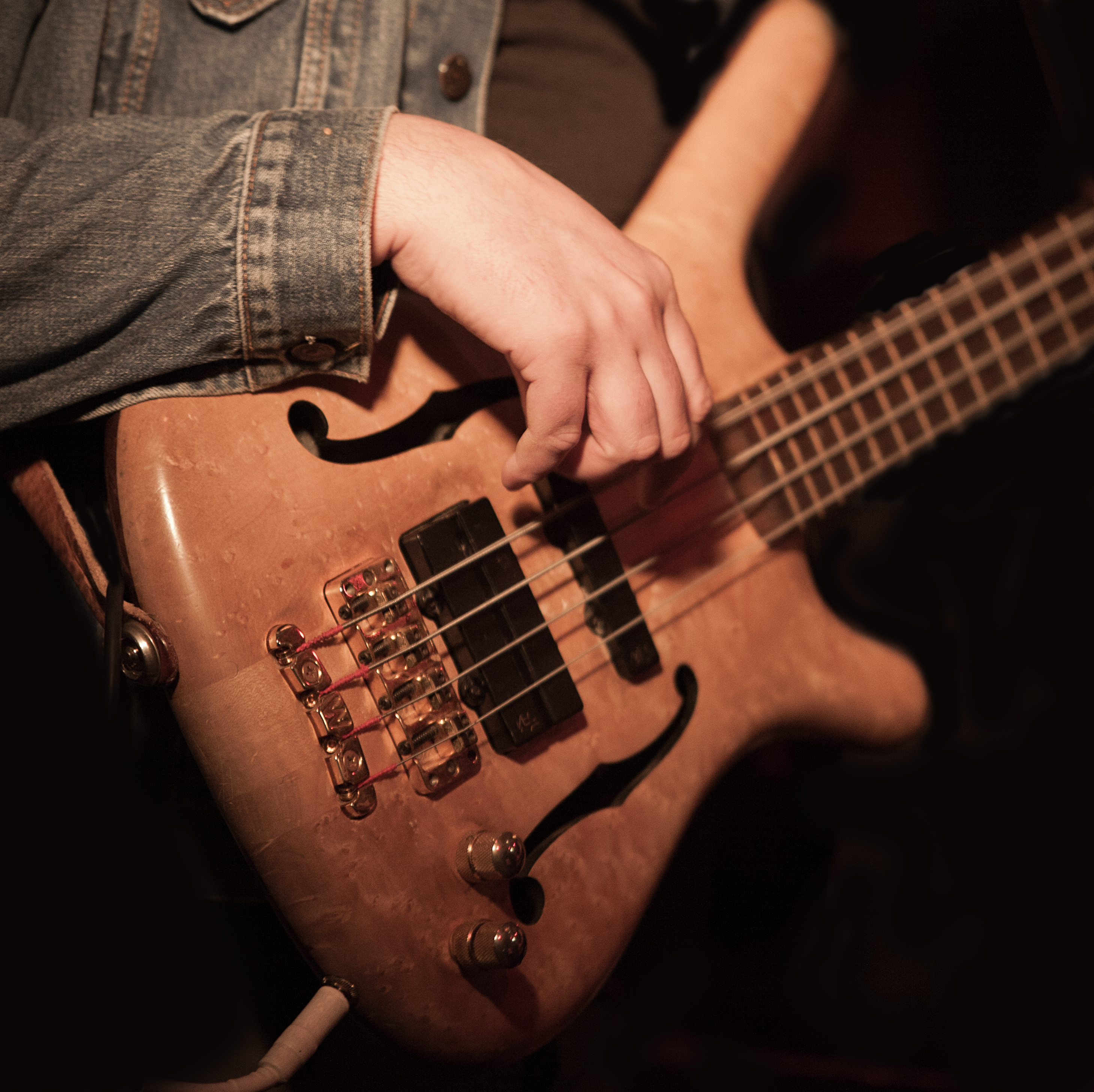
Warwick Corvette Limited

Warwick produce una amplia variedad de modelos diferentes con diferentes maderas y electrónica, aunque las pastillas MEC es el estándar para la mayoría de los bajos.

### Custom Shop/Masterbuilt - Handcrafted In Germany
La serie original, que se fabrica en Alemania, incluye numerosos modelos, siendo sus líneas bases los siguientes:
| - Corvette Standard FSC Certified - Corvette - Corvette $ - Corvette $ NT Bubinga - Corvette $ NT Ash | - Streamer - Streamer LX - Streamer Jazzman - Streamer Stage I - Streamer Stage II - Streamer $ |

- miniatura

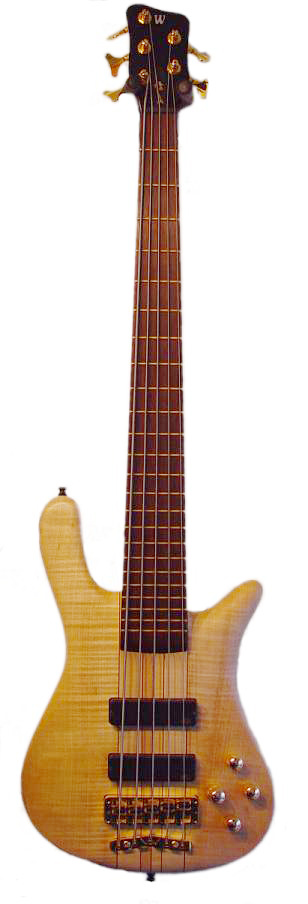
Warwick Streamer Stage I.

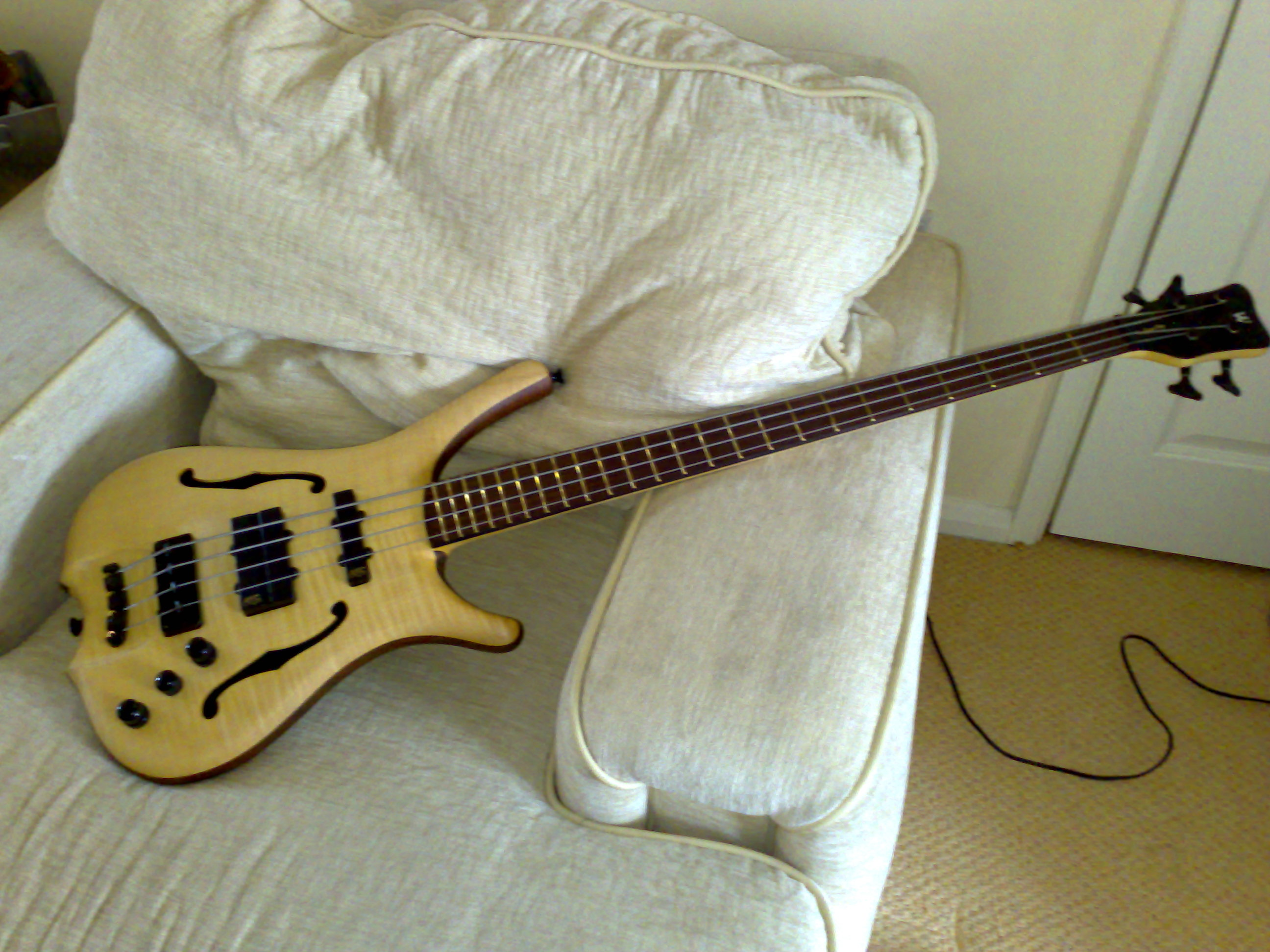
Warwick Infinity

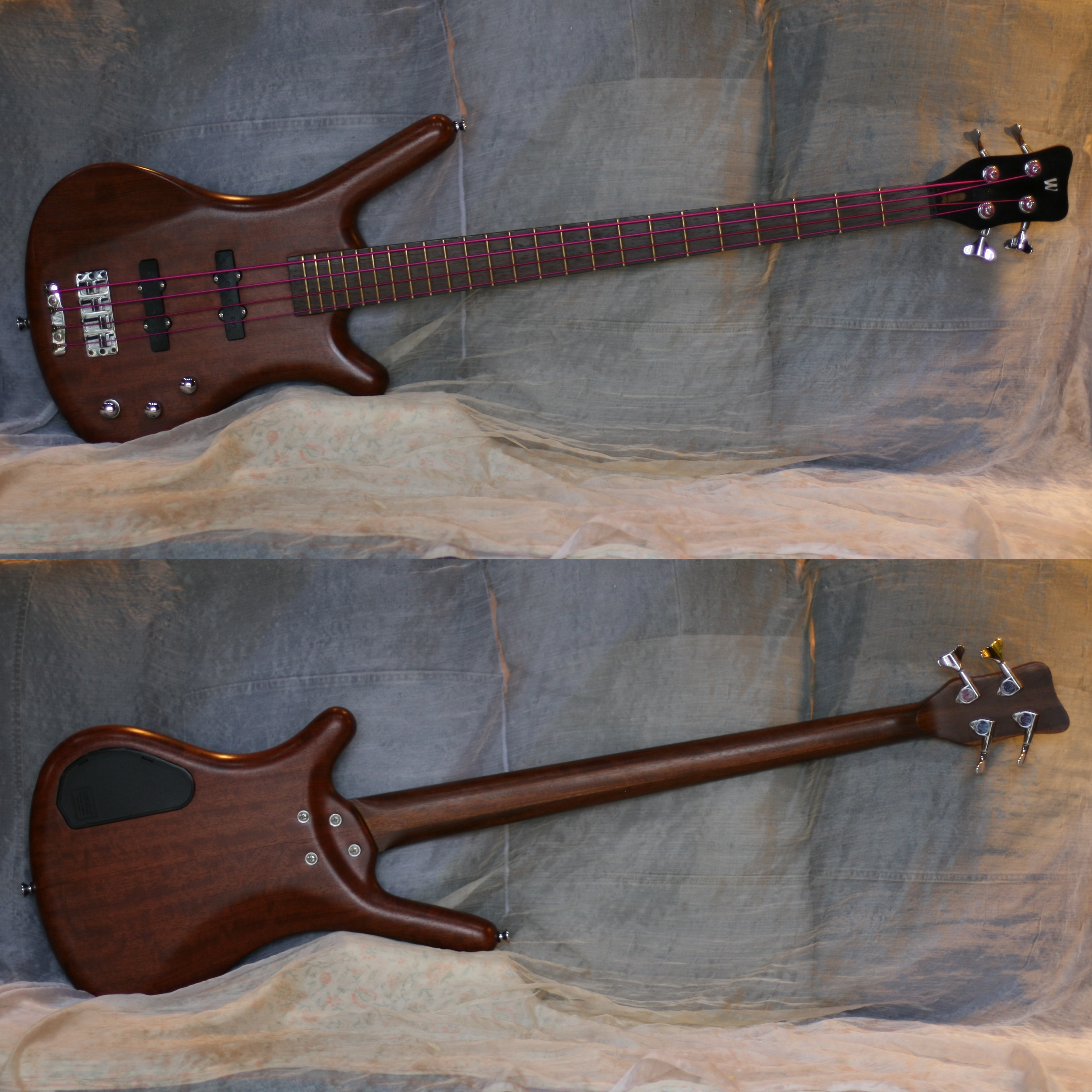
Warwick Teambuilt Pro Series Corvette Bubinga 4-String

- Thumb BO (bolt-on, cuello apernado al cuerpo)
- Thumb NT (NT de neck through, cuello a través del cuerpo)

| - miniatura SC - Infinity - Star Bass II - Dolphin Pro I | - Katana - Vampire NT - Triumph |

### Warwick Pro Series - Warwick RockBass
Bajos Warwick tiene dos ramas de más bajo costo, que producen los mismos modelos originales, pero no con las maderas exóticas y con acabados diferentes, lo que los hace más asequibles.

#### Warwick RockBass
- Serie de gamma baja de Warwick, fabricado en China.

La rama Rockbass produce Streamer, Corvette, Fortress, y Vampyre, junto con exóticas modelos acústicos Rockbass.

#### Warwick Pro Series
- Serie de gamma media de Warwick, fabricado en Corea del Sur.

La rama Pro Series produce modelos más baratos de Thumb BO, Streamer LX y Starbass, así como fabricación de los modelos de Corvette estándar (desde el catálogo original), que se extinguen por Corvette s en Alemania. La razón de esto era un precio alto de fabricación del modelo específico en Alemania. La serie del artista produce modelos de presupuesto de la firma de algunos esfuerzos de Warwick.

### Amplificación

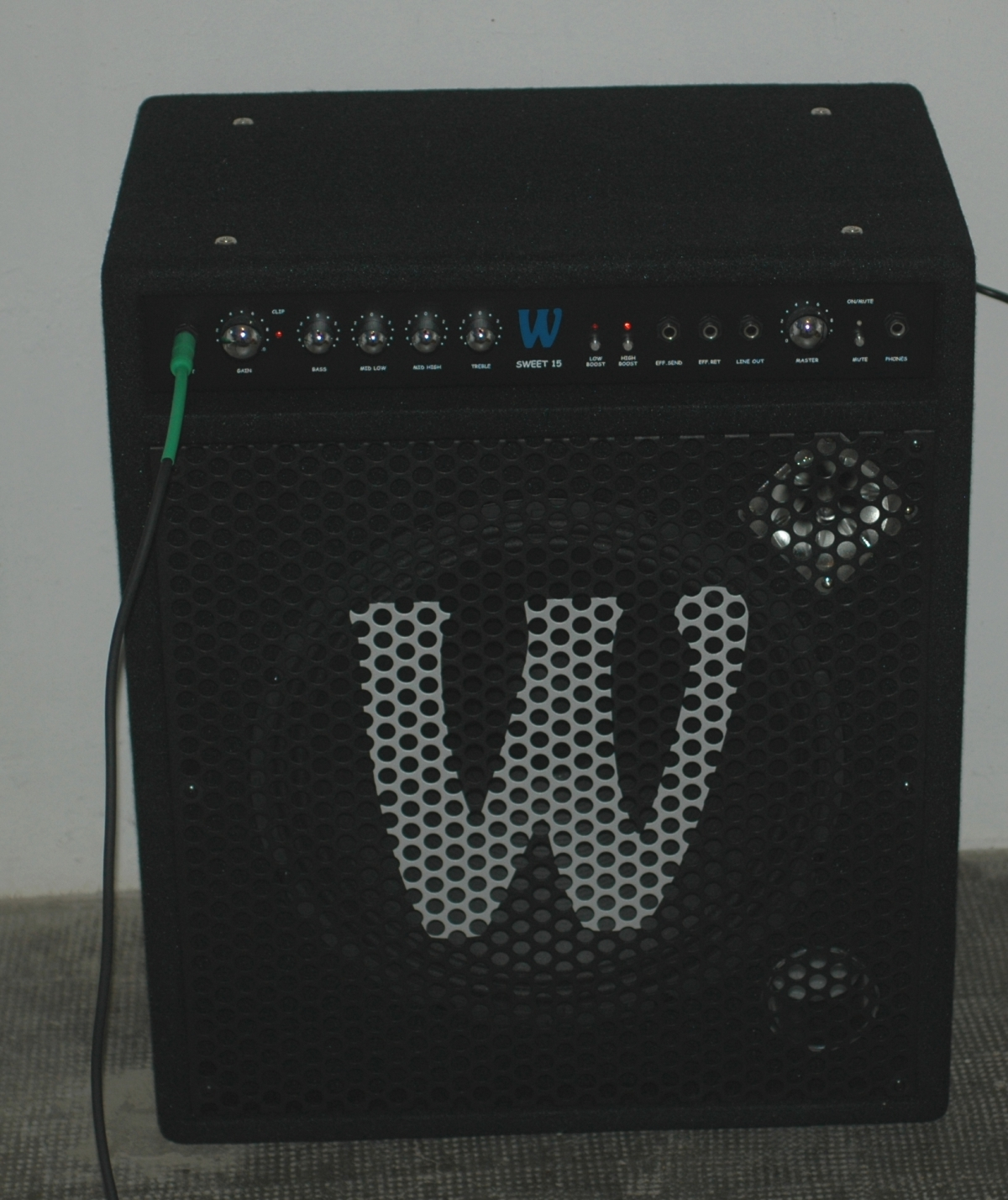
Amplificador Combo Warwick Sweet 15, 150 watts

Warwick produce para la amplificación de los sonidos:
- Amplificadores (Combo)[6]
- Cabezales (Ampheads)
- Gabinetes (Cabinets)
- Preamplificadores Hellborg.

### Endosers
La compañía produce cerca de veinte bajos de firma (signatures). Algunos de los artistas que tienen sus firmas con bajos Warwick son: Stuart Zender (Jamiroquai), Jack Bruce (Cream), Bootsy Collins, T.M. Stevens, Robert Trujillo (Metallica), P-Nut, Jonas Hellborg, Adam Clayton (U2), John Entwistle (The Who), Steve Bailey y Jacki Reznicek.
También es interesante notar que P-Nut de 311 tiene tres bajos de firma, todos los modelos Streamer. Stuart Zender está diseñado por gente como Stuart Zender, y cuenta con una nueva forma del cuerpo de bajos Warwick.
En el año 2010, el bajo de firma de 5 cuerdas de Robert Trujillo, el cual es un  Streamer fue introducido.
Warwick también construyó un bajo 7 cuerdas Thumb NT para Jeroen Paul Thesseling.

### Lista de bajistas notables Warwick
- John Entwistle (The Who)[5]
- Adam Clayton (U2)
- Bootsy Collins

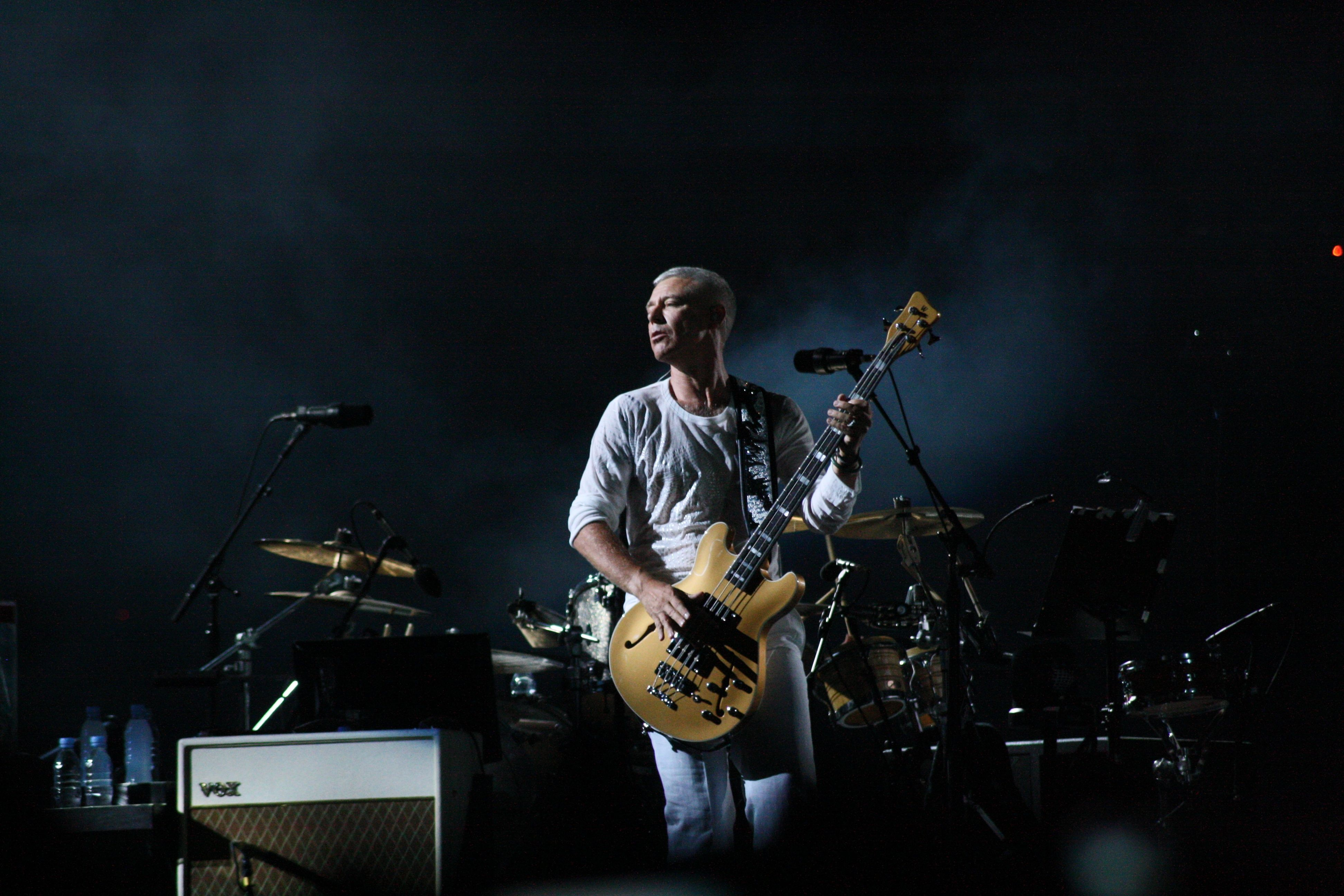
Adam Clayton, Warwick Star Bass, 2010

- T.M. Stevens (The Headhunters, The Pretenders, Tina Turner, Billy Joel, Joe Cocker)
- Robert Trujillo (Metallica, Infectious Grooves)

- Leland Sklar
- Alphonso Johnson (Weather Report, Wayne Shorter, John McLaughlin)[5][7]
- Stuart Zender (Jamiroquai, Mark Ronson)
- Jonas Hellborg (artista solitario, John McLaughlin)
- Ryan Martinie (Mudvayne)
- Prince
- Ricky Kinchen (Mint Condition)
- Jeroen Paul Thesseling (Nufutic, Pestilence, ex-Obscura, MaYaN)
- Troy Sanders (Mastodon)
- Jack Bruce (Cream)
- Dick Lövgren (Meshuggah)
- Kyle Sokol (Trust For Liars, Rude Squad)
- Mike Inez (Alice in Chains, Black Label Society, Ozzy Osbourne)
- James LoMenzo (ex-Megadeth, Ozzy Osbourne, Black Label Society)
- Traa Daniels (P.O.D.)
- P-Nut (311)
- Sam Rivers (Limp Bizkit)
- Martin Eric Ain (Celtic Frost)
- John Norwood Fisher (Fishbone)
- Marco Hietala (Tarot, Nightwish)
- Alex Katunich, conocido como Dirk Lance (ex-Incubus)
- Randy Coven  (Steve Vai, Randy Coven Band, Leslie West, Yngwie Malmsteen)
- Mark S. Walsh  (The New Creatures)
- Jorge Campos  (Congreso, Fulano, solista)

## Valoración
La firma Warwick juega un papel importante en Europa y es una de las compañías europeas mejor consideradas en el mercado estadounidense. Debe este prestigio, además de a la calidad de sus instrumentos, a su temprana asociación con "endorsers" de renombre, como Stuart Zender, Jack Bruce o John Entwistle, con quien la compañía desarrolló su modelo "Buzzard".
Hoy, además de sus talleres en Europa, Warwick mantiene una línea económica de instrumentos fabricados en China, la línea "Rockbass by Warwick", pero Wilfer planea restituir la totalidad de la producción a tierras alemanas en pocos años.